# Kamisato
Kamisato (japanska: 上里町?, Kamisato-machi) är en landskommun (köping) i Saitama prefektur i Japan.  